# Barbara Billingsley
Barbara Billingsley, geboren als Barbara Lilian Combes (Los Angeles (Californië), 22 december 1915 – Santa Monica (Californië), 16 oktober 2010) was een Amerikaans film- en televisieactrice. Ze is het meest bekend door haar rol als 'June Cleaver' in de serie Leave It to Beaver (1957-1963).

## Biografie

### Privé-leven
Billingsley werd geboren als Barbara Lilian Combes, de dochter van politiecommissaris Robert Collyer Combes en Lillian A. McLaughlin. Ze was de jongste van drie kinderen. Toen ze adolescent was gingen haar ouders uit elkaar.
In 1941 trouwde ze met Glenn Billingsley en kreeg twee zonen met hem, Drew en Glenn. In 1947 ging het koppel uit elkaar, maar Barbara bleef wel de achternaam van haar man gebruiken voor haar acteercarrière. In 1953 hertrouwde ze met regisseur Roy Kellino, die in 1956 op 44-jarige leeftijd overleed. In 1959 trouwde ze een derde maal, met William Mortensen die in 1981 overleed.
Ze overleed ruim twee maanden voor haar 95ste verjaardag en werd begraven aan de Woodlawn Memorial Cemetery in Santa Monica.

### Carrière
Billingsley speelde graag toneel en waagde haar kans op Broadway. Ze werd model en tekende in 1945 een contract met MGM Studios en speelde mee in een toneelstuk samen met latere president Ronald Reagan. Ze begon ook al mee te doen in films, maar dat bleven in de jaren veertig voornamelijk kleine rollen. In 1957 speelde Billingsley een grote rol in de film The Careless Years, het was haar eerste en enige grote rol in een film. Ze speelde veel in televisieseries.
In 1957 tekende ze een contract met Universal Studios en werd ze bekend als alledaagse moeder 'June Cleaver' in de sitcom Leave It to Beaver. De serie begon in 1957 op de CBS, maar werd na één seizoen afgevoerd wegens middelmatige kijkcijfers. De ABC nam de show echter over en zond deze nog vijf seizoenen uit met meer succes. De serie werd in meer dan 100 landen uitgezonden.
In de serie deed June meestal huishoudelijke taken en droeg ze oorbellen en parels om haar hals, wat haar handelsmerk werd. In de laatste seizoenen van de serie droeg ze hoge hakken om te compenseren dat ze kleiner zou worden dan haar opgroeiende tv-zonen. Na zes seizoenen en 234 afleveringen werd de serie stopgezet, omdat Billingsley en ook andere acteurs zich wilden bezighouden met andere projecten.
Billingsley werd getypecast op haar rol in Leave it to Beaver en kreeg geen nieuwe rollen meer. Ze begon veel te reizen en acteerde nog maar weinig. In 1971 speelde ze in twee episoded van The F.B.I., maar daarna werd het weer stil tot 1980 toen ze een rolletje vertolkte in de film Airplane!'. Van 1984 tot 1991 sprak ze de stem in van Nanny en Little Train in Muppet Babies.
In 1983 kwam er een reüniefilm van Leave It to Beaver, genaamd Still the Beaver. Haar tv-echtgenoot Hugh Beaumont, was het jaar ervoor overleden aan een hartaanval, waardoor ze nu een weduwe moest spelen. Door de film kwam er een nieuwe serie, The New Leave It to Beaver, die van 1985 tot 1989 liep. In 1997 kwam er nog een nieuwe film, waarin ze nu de rol van tante Martha speelde. Op 4 oktober 2007 had ze met de andere overlevende acteurs een reünie in het programma Good Morning America.
- Bibliothèque nationale de France: cb14156062x (data)
- Gemeinsame Normdatei: 1170881564
- International Standard Name Identifier: 0000 0000 4859 3109
- Library of Congress Control Number: no2005119595
- Virtual International Authority File: 26807877
- WorldCat: E39PBJkMGyDcKWRR4TWQRGTT73